# Liptovská Mara
Liptovská Mara je vodní dílo u Liptovského Mikuláše na severu Slovenska, na řece Váh pod Tatrami. Přehradní nádrž leží přesně mezi Bešeňovou a Liptovským Mikulášem.

## Historie
Stavba byla zahájena roku 1965 a dokončena roku 1975; hlavním důvodem její výstavby byla ochrana měst v povodí Váhu před povodněmi a kromě toho se v hrázi i průtokem vody vyrábí elektřina pomocí 4 turbín (dvěma Kaplanovými a dvěma zpětnými Dériazovými turbínami) s celkovým výkonem 198 MW. Hráz je vysoká 53 m a je tvořená zeminou s hlinitým těsněním. Při stavbě hráze se přemístilo 11 mil. m3 zeminy, 300 tisíc m3 kamene a 400 tisíc m3 železobetonu. V koruně je hráz dlouhá 1350 metrů. Maximální hloubka nádrže je 45 m. Vodní plocha má rozlohu 2 700 ha. S objemem vody 360 mil. m³ je Liptovská Mara největší nádrží na Slovensku na řece Váh.
Při výstavbě bylo zaplaveno 7 liptovských vesnic úplně (Liptovská Mara, (Stará) Liptovská Sielnica, Paludza, Parížovce, Sokolče, Vrbie), další pak částečně (Bobrovník, Liptovský Trnovec, Benice - část Čemice). Bylo přestěhováno přes 4000 obyvatel (což bylo tehdy 940 rodin).

## Využití
Hlavní důvodem stavby přehrady je ochrana vesnic před povodněmi na řece Váh, ale zároveň slouží na výrobu elektrické energie. Pod hrází se nachází 4 turbíny s výkonem 198 MW. V části zrušené vesnice Ráztoky se nachází Aquapark Tatralandia, který se nachází v prostoru termálních pramenů objevených v 90. letech 20. století. Dnes se na březích nádrže nacházejí rekreační centra.
Poloostrov Ratkovo s přilehlými vodami je chráněným územím.

## Historická osada
Nad přehradní zdí Liptovské Mary, 2 km jižně od obce Bobrovník, na východním úpatí vrchu Úložisko (741,7 m n. m.) se nachází archeologická lokalita Havránok náležející púchovské kultuře doby laténské - opevnění osady Kotinů s druidskou svatyní z 1. století př. n. l. Je zde vybudován i archeologický skanzen.